# Drijenak, Kolašin
Drijenak este un sat din comuna Kolašin, Muntenegru. Conform datelor de la recensământul din 2003, localitatea are 533 de locuitori (la recensământul din 1991 erau 444 de locuitori).

## Demografie
În satul Drijenak locuiesc 360 de persoane adulte, iar vârsta medie a populației este de 31,9 de ani (30,9 la bărbați și 32,8 la femei). În localitate sunt 130 de gospodării, iar numărul mediu de membri în gospodărie este de 4,10.
Populația localității este foarte eterogenă.
|  |

| Demografie | Demografie | Demografie |
| An         | Locuitori  | Locuitori  |
| ---------- | ---------- | ---------- |
|            |            |            |
|            |            |            |
|            |            |            |
|            |            |            |
| 1948       | 192        |            |
| 1953       | 199        |            |
| 1961       | 272        |            |
| 1971       | 234        |            |
| 1981       | 305        |            |
| 1991       | 444        | 443        |
| 2003       | 533        | 533        |

| \| Componența etnică conform recensământului din 2003[2] \| Componența etnică conform recensământului din 2003[2] \| Componența etnică conform recensământului din 2003[2] \| Componența etnică conform recensământului din 2003[2] \| Componența etnică conform recensământului din 2003[2] \| \| ----------------------------------------------------- \| ----------------------------------------------------- \| ----------------------------------------------------- \| ----------------------------------------------------- \| ----------------------------------------------------- \| \| \| \| \| \| \| \| Sârbi \| Sârbi \| \| 289 \| 54,22% \| \| Muntenegreni \| Muntenegreni \| \| 239 \| 44,84% \| \| Germani \| Germani \| \| 1 \| 0,18% \| \| necunoscută \| necunoscută \| \| 0 \| 0% \| |              |  |     |        |
| Componența etnică conform recensământului din 2003 |              |  |     |        |
| |              |  |     |        |
| Sârbi | Sârbi        |  | 289 | 54,22% |
| Muntenegreni | Muntenegreni |  | 239 | 44,84% |
| Germani | Germani      |  | 1   | 0,18%  |
| necunoscută | necunoscută  |  | 0   | 0%     |